# Menjamel de mitja lluna
El menjamel de mitja lluna (Phylidonyris pyrrhopterus) és una espècie d'ocell de la família dels melifàgids (Meliphagidae) que habita boscos del sud-est d'Austràlia i Tasmània.